# مهدی‌آباد (اقلید)
مهدی‌آباد (اقلید)، روستایی از توابع بخش مرکزی شهرستان اقلید در استان فارس ایران است.

## جمعیت
این روستا در دهستان شهرمیان قرار دارد و براساس سرشماری مرکز آمار ایران در سال ۱۳۸۵، جمعیت آن ۱۰۵ نفر (۲۴خانوار) بوده‌است.فامیلی مردم این روستا رحمانی ومسعودی ویوسفی است که زادگاه مهندس ابوالقاسم رحمانی نماینده مجلس در دوره هشتم و مدیرعامل شرکت مهندسی و ساخت تاسیسات دریایی ایران این روستاست، دکتر محمد صادق مسعودی پزشک متخصص و جراح مغز و اعصاب بیمارستان های شیراز نیز اصالتا از این روستاست